# 이규열
이규열(李揆烈, 1951년 3월 22일~)는 대한민국의 제5·6·7대 경기도 고양시의원이다.

## 학력
- 능곡초등학교
- 능곡중학교
- 고등학교 졸업학력 검정고시 (합격)

## 경력
- 베트남 참전 용사
- 능곡뉴타운 2구역 추진준비위원회 위원장
- 능곡중학교 총동문회 회장
- 능곡동 체육회장
- 행신2동 체육회 이사
- 한나라당 경기도당 고양시 덕양구 을 당원협의회 부위원장
- 한국기독교장로회 능곡교회 시무장로
- 능곡뉴타운연합회 부회장
- 능곡동 주민자치위원회 자문위원
- 고양경찰서 전의경 어머니회 자문위원
- 능곡초등학교 운영위원
- 한국통신(KT) 포천전화국 선로기술과장 30년 근무
- 능곡초등학교 총동문회 회장
- 2013.04 ~ 2014.06 제6대 경기도 고양시의회 의원
- 2013.04 ~ 2014.06 제6대 경기도 고양시의회 후반기 환경경제위원회 위원
- 2013.04 ~ 2014.06 제6대 경기도 고양시의회 후반기 예산결산특별위원회 위원
- 새누리당 경기도당 고양시 덕양구 을 당원협의회 부위원장
- 지도체육회 회장
- 아버지학교 덕양1기 수료
- 지도농협, 덕양신협 조합원
- 능곡중학교 총동문회 회장
- 2014.07 ~ 2018.06 제7대 경기도 고양시의회 의원
- 2014.07 ~ 2016.07 제7대 경기도 고양시의회 전반기 기획행정위원회 위원
- 2014.07 ~ 2016.07 제7대 경기도 고양시의회 전반기 예산결산특별위원회 위원
- 2016.07 ~ 2018.06 제7대 경기도 고양시의회 후반기 문화복지위원회 위원장
- 2016.07 ~ 2018.06 제7대 경기도 고양시의회 후반기 예산결산특별위원회 위원
- 2017.09 ~ 2018.02 제7대 경기도 고양시의회 고양시와요진개발㈜간추가협약서,공공기여이행합의서체결에따른행정사무조사특별위원회 위원장
- 2018.07 ~ 2022.06 제8대 경기도 고양시의회 의원
- 2018.07 ~ 2020.07 제8대 경기도 고양시의회 전반기 부의장
- 2018.07 ~ 2020.07 제8대 경기도 고양시의회 전반기 기획행정위원회 위원
- 2018.07 ~ 2020.07 제8대 경기도 고양시의회 전반기 예산결산특별위원회 위원
- 2020.07 ~ 2022.06 제8대 경기도 고양시의회 후반기 건설교통위원회 위원
- 2020.07 ~ 2022.06 제8대 경기도 고양시의회 후반기 예산결산특별위원회 위원

## 역대 선거 결과
|  | 15.55% |

|  | 49.86% |

|  | 46.51% |

|  | 23.90% |